# Lista de presidentes dos Estados Unidos por afiliação religiosa

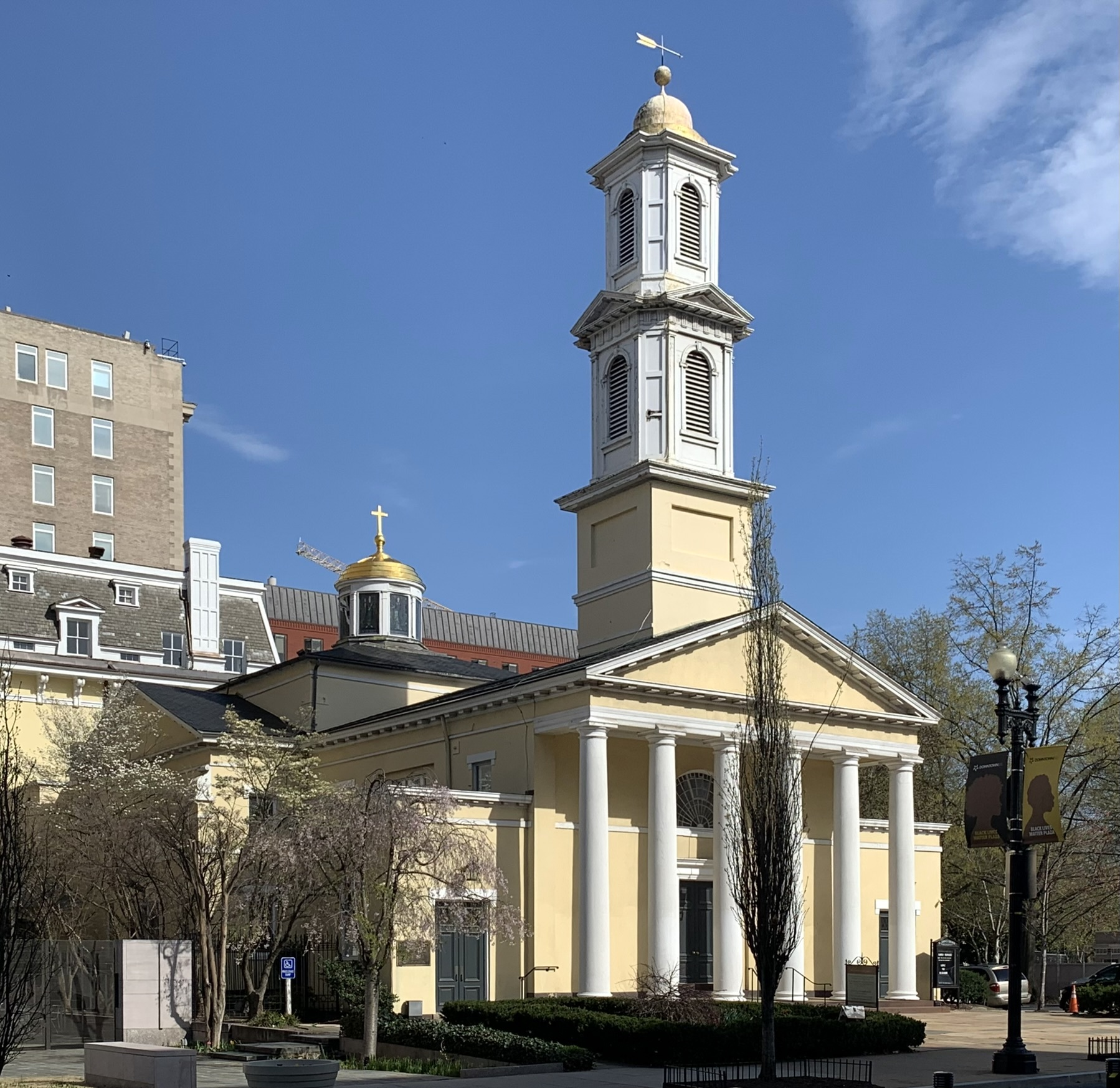
A maioria dos presidentes estadunidenses mantiveram laços pessoais com o Protestantismo. Na foto, a Igreja Episcopal de São João, em Washington, D.C., que têm historicamente abrigado os serviços religiosos dos presidentes desde James Madison.

Esta é uma lista de presidentes dos Estados Unidos por afiliação religiosa, reunindo informações sobre as posturas e práticas religiosas de cada um deles. Esta lista engloba os quarenta e três indivíduos que ocuparam o cargo de Presidente dos Estados Unidos, desde a sua Independência em 1776 até os dias atuais. 
A afiliação religiosa dos presidentes estadunidenses pode vir a modelar suas posições em questões políticas e sociais e seu enfoque de governo. Thomas Jefferson, Abraham Lincoln, William Howard Taft e Donald Trump, por exemplo, foram apontados popularmente como ateístas ao longo de suas respectivas campanhas eleitorais, ao mesmo tempo em que outros, como Jimmy Carter, citaram constantemente suas crenças pessoais como um importante aspecto de suas propostas de governo. No geral, quase todos os presidentes dos Estados Unidos até os dias de hoje foram de religião cristã, ainda que alguns não tenham professado a religião ao longo da vida adulta. A ampla maioria dos presidentes foram ou são de origem Episcopal e Presbiteriana. Sendo que John F. Kennedy e Joe Biden são os únicos a se declararem Católico romano.

## Religião formal
A maioria dos presidentes estadunidenses têm sido membros regulares de uma uma determinada denominação religiosa; especialmente entre os presidentes após James Garfield. Os primeiros ocupantes do cargo, no entanto, não estiveram associados a uma denominação cristã específica enquanto no exercício do mandato. Apesar de inúmeros presidentes declararem membresia na Igreja Episcopal ou no Unitarianismo, a significância destas afiliações é comumente posta à prova.
A afiliação religiosa dos presidentes têm sido modificada profundamente ao longo da história dos Estados Unidos, desta forma não representa fielmente a realidade religiosa do povo estadunidense. Por exemplo, os Episcopais são o grupo predominante entre os presidentes em comparação a uma população de apenas 2% atualmente; isto deve-se principalmente ao fato de que a Igreja de Inglaterra - predecessora da Igreja Episcopal - era a denominação oficial em algumas colônias (como Nova Iorque e Virgínia) antes da Revolução Americana. A Igreja Episcopal têm experimentado um declínio de membresia somente nas décadas recentes. Os sete primeiros presidentes declarados episcopais são todos originários da Virgínia. Os Unitarianos também são bem representados no grupo, refletindo a significância histórica das igrejas coloniais. Em contrapartida, os Batistas estão em menor número, provavelmente um reflexo de seu crescimento recente. De todos os presidentes dos Estados Unidos, somente um foi Católico romano, apesar de esta ser a maior denominação cristã no país. Ao longo de toda sua história, os Estados Unidos não tiveram algum presidente Adventista, Anabatista, Luterano, Ortodoxo, Pentecostal ou Santo dos Últimos Dias.

## Crenças pessoais

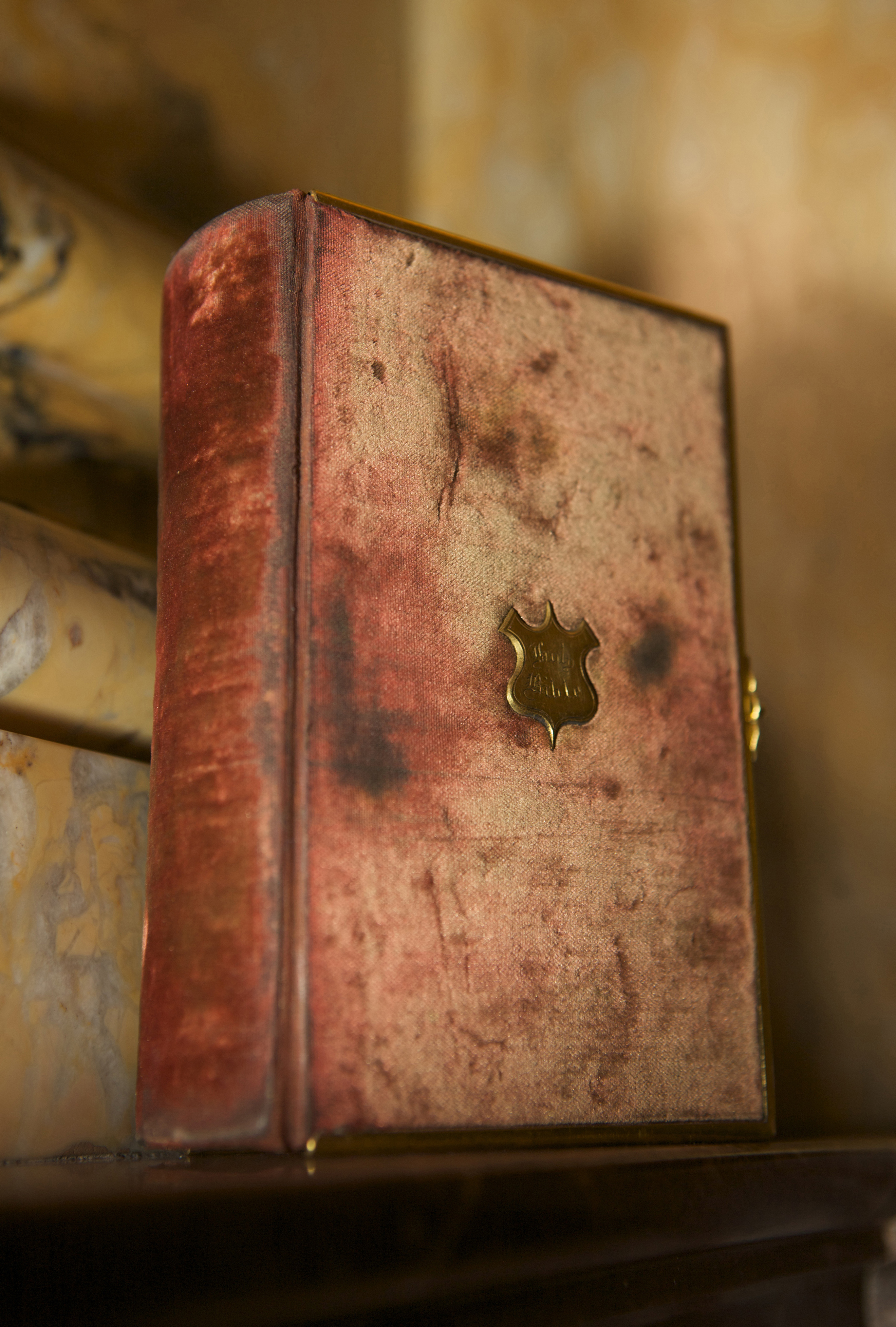
A "Bíblia de Lincoln" utilizada pelo presidente em sua posse presidencial de 1861.

As crenças particulares dos presidentes estadunidenses são muito mais complexas do que sua membresia religiosa. Enquanto alguns foram relativamente volúveis quanto à sua religião, outros mantivera-se totalmente reticentes ao ponto da obscuridade. Pesquisadores têm tentado encontrar referências históricas a vida religiosa da maioria dos presidentes. Quando declarações públicas sobre religião são raras, torna-se mais complexo o trabalho de determinar sua vida religiosa. Além disso, alguns presidentes consideravam a vida religiosa um assunto particular ao ponto de não detalhá-lo em público. 
Por outro lado, outros diversos presidentes norte-americanos declararam-se alinhados à uma denominação cristã em particular, porém preferiram não desenvolver seus hábitos religiosas enquanto no cargo. James Buchanan, por exemplo, era abertamente membro da Igreja Presbiteriana, mas optou por não frequentá-la durante seu mandato.

### Deísmo
A filosofia religiosa conhecida como Deísmo alcançou notável popularidade durante a Era Colonial, sendo que muitos dos Pais Fundadores (em especial, Thomas Paine e Benjamin Franklin) se identificaram abertamente com o sistema. Thomas Jefferson tornou-se deísta já nos seus últimos anos de vida e George Washington, James Madison, James Monroe e John Tyler são comumente identificados como deístas em alguns pequenos aspectos. Washington, contudo, manteve uma longa afiliação à Igreja Episcopal.

### Unitarianismo

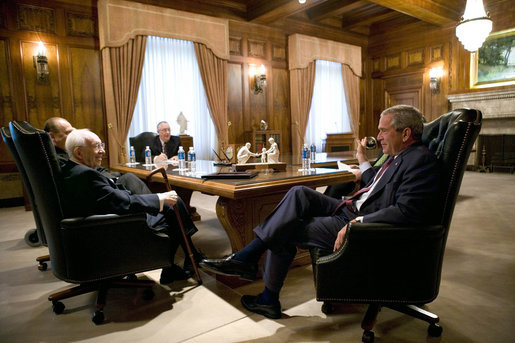
George W. Bush em reunião com a liderança d'A Igreja de Jesus Cristo dos Santos dos Últimos Dias, 2006.

Quatro presidentes estadunidenses pertenceram à denominações unitarianas, sendo que um deles (Thomas Jefferson) foi um expositor das crenças relativas ao movimento religioso. Os Unitarianos emergiram do trinitarismo e uma questão insolúvel é justamente quais presidentes mantinham relações cristãs antes de adentrar o movimento. A informação retida por pesquisadores e estudiosos provém exatamente de declarações públicas de tais presidentes; por exemplo, John Quincy Adams deixou detalhes profundos de sua vida religiosa. William Howard Taft, um Unitariano declarado, é conhecido por escrever em carta a um amigo pessoal: "Estou interessado no crescimento da civilização cristã, porém não irei adentrar uma discussão dogmática de crença, independente de ser derrotado ou não..."
Dois presidentes foram Quakers (Herbert Hoover e Richard Nixon) e informação sobre suas vidas religiosas é muito escassa. A Sociedade Religiosa dos Amigos, ou Quakerismo, não é circunscrita por doutrinas, ainda assim é difícil determinar a assiduidade religiosa destes dois presidentes. Uma doutrina comum dos Quakers é a recusa em efetuar juramentos sob qualquer circunstância, porém ambos os dois presidentes prestaram o juramento presidencial quando de suas respectivas posses.

## Lista dos presidentes
| Nº    | Presidente             | Religião       | Ramo religioso                 | Denominação                         | Ref.                        |
| ----- | ---------------------- | -------------- | ------------------------------ | ----------------------------------- | --------------------------- |
| 1     | George Washington      | Cristianismo   | Episcopalismo                  | Igreja Episcopal dos Estados Unidos | [ 12 ]                      |
| 2     | John Adams             | Cristianismo   | Unitarianismo                  |                                     | [ 13 ]                      |
| 3     | Thomas Jefferson       | Deísmo cristão | Deísmo cristão                 | Deísmo cristão                      | [ 7 ]                       |
| 4     | James Madison          | Cristianismo   | Episcopalismo                  | Igreja Episcopal dos Estados Unidos | [ 7 ]                       |
| 5     | James Monroe           | Cristianismo   | Episcopalismo                  | Igreja Episcopal dos Estados Unidos | [ 7 ]                       |
| 6     | John Quincy Adams      | Cristianismo   | Unitarianismo                  |                                     | [ 7 ]                       |
| 7     | Andrew Jackson         | Cristianismo   | Presbiterianismo               |                                     | [ 7 ]                       |
| 8     | Martin Van Buren       | Cristianismo   | Tradição Reformada             | Igreja Reformada na América         | [ 7 ]                       |
| 9     | William Henry Harrison | Cristianismo   | Episcopalismo                  | Igreja Episcopal dos Estados Unidos | [ 7 ]                       |
| 10    | John Tyler             | Cristianismo   | Episcopalismo                  | Igreja Episcopal dos Estados Unidos | [ 7 ]                       |
| 11    | James Polk             | Cristianismo   | Metodismo                      | —                                   | [ 7 ] [ 14 ]                |
| 12    | Zachary Taylor         | Cristianismo   | Episcopalismo                  | Igreja Episcopal dos Estados Unidos | [ 7 ]                       |
| 13    | Millard Fillmore       | Cristianismo   | Unitarianismo                  |                                     | [ 7 ]                       |
| 14    | Franklin Pierce        | Cristianismo   | Episcopalismo                  | Igreja Episcopal dos Estados Unidos | [ 7 ]                       |
| 15    | James Buchanan         | Cristianismo   | Presbiterianismo               |                                     | [ 7 ]                       |
| 16    | Abraham Lincoln        | Cristianismo   | Não especificado               | Não especificado                    | [ 15 ] [ 16 ] [ 17 ]        |
| 17    | Andrew Johnson         | Cristianismo   | Metodismo                      | —                                   | [ 14 ]                      |
| 18    | Ulysses S. Grant       | Cristianismo   | Protestantismo                 |                                     |                             |
| 19    | Rutherford Hayes       | Cristianismo   | Protestantismo                 |                                     |                             |
| 20    | James Garfield         | Cristianismo   | Movimento de Restauração       | Discípulos de Cristo                |                             |
| 21    | Chester Arthur         | Cristianismo   | Episcopalismo                  | Igreja Episcopal dos Estados Unidos |                             |
| 22/24 | Grover Cleveland       | Cristianismo   | Presbiterianismo               |                                     |                             |
| 23    | Benjamin Harrison      | Cristianismo   | Presbiterianismo               |                                     |                             |
| 25    | William McKinley       | Cristianismo   | Metodismo                      |                                     |                             |
| 26    | Theodore Roosevelt     | Cristianismo   | Tradição Reformada             | Igreja Reformada na América         |                             |
| 27    | William Howard Taft    | Cristianismo   | Unitarianismo                  |                                     |                             |
| 28    | Woodrow Wilson         | Cristianismo   | Presbiterianismo               |                                     |                             |
| 29    | Warren Harding         | Cristianismo   | Batistas                       | Igreja Batista Americana            |                             |
| 30    | Calvin Coolidge        | Cristianismo   | Congregacionalismo             |                                     |                             |
| 31    | Herbert Hoover         | Cristianismo   | Sociedade Religiosa dos Amigos |                                     |                             |
| 32    | Franklin D. Roosevelt  | Cristianismo   | Episcopalismo                  | Igreja Episcopal dos Estados Unidos |                             |
| 33    | Harry Truman           | Cristianismo   | Batistas                       | Igreja Batista Americana            |                             |
| 34    | Dwight D. Eisenhower   | Cristianismo   | Presbiterianismo               | —                                   | [ 18 ]                      |
| 35    | John F. Kennedy        | Cristianismo   | Igreja Católica                | Igreja Católica                     | [ 19 ] [ 20 ] [ 21 ]        |
| 36    | Lyndon B. Johnson      | Cristianismo   | Movimento de Restauração       | Discípulos de Cristo                | [ 22 ] [ 23 ] [ 24 ]        |
| 37    | Richard Nixon          | Cristianismo   | Sociedade Religiosa dos Amigos | Sociedade Religiosa dos Amigos      | [ 25 ] [ 26 ]               |
| 38    | Gerald Ford            | Cristianismo   | Episcopalismo                  | Igreja Episcopal dos Estados Unidos | [ 27 ]                      |
| 39    | Jimmy Carter           | Cristianismo   | Batistas                       | Convenção Batista do Sul            | [ 28 ]                      |
| 40    | Ronald Reagan          | Cristianismo   | Presbiterianismo               | Igreja Presbiteriana de Bel Air     | [ 29 ] [ 30 ] [ 31 ] [ 32 ] |
| 41    | George H. W. Bush      | Cristianismo   | Episcopalismo                  | Igreja Episcopal dos Estados Unidos | [ 33 ] [ 34 ] [ 35 ] [ 36 ] |
| 42    | Bill Clinton           | Cristianismo   | Batistas                       | Convenção Batista do Sul            | [ 37 ] [ 38 ] [ 39 ] [ 40 ] |
| 43    | George W. Bush         | Cristianismo   | Metodismo                      | Igreja Metodista Unida              | [ 41 ] [ 14 ] [ 42 ] [ 43 ] |
| 44    | Barack Obama           | Cristianismo   | Protestantismo                 | —                                   | [ 44 ] [ 45 ] [ 46 ] [ 47 ] |
| 45/47 | Donald Trump           | Cristianismo   | Não denominacional             | —                                   | [ 18 ] [ 48 ] [ 49 ]        |
| 46    | Joe Biden              | Cristianismo   | Igreja Católica                | Igreja Católica                     | [ 50 ] [ 51 ] [ 52 ]        |